# Ketty Fernández
Ketty Fernández (Madrid, 13 de agosto de 1929 - Madrid, 4 de octubre de 2004) fue una cantante española, conocida en España como Ketty Sicilia, y en el extranjero como Ketty Fernández.

## Biografía
Nació en Madrid, el 13 de agosto de 1929.
Cursó sus estudios musicales en el Real Conservatorio de música y declamación de Madrid, obteniendo Primer Premio de Audición Final de Carrera, por unanimidad. 

## Inicios
Intervino en la temporada de zarzuela que bajo la dirección del maestro Conrado del Campo tuvo lugar en Radio Nacional de España durante los años 1949 y 50, actuando en gran número de obras tanto de género chico como de zarzuela grande.
En 1950 pasó a ampliar y perfeccionar estudios de Arte, Lírico y Dramático con doña Ángeles Ottein bajo cuya dirección estuvo hasta el año 1952, en que marchó a Italia para desarrollar más ampliamente su carrera. A partir de ese momento inicia sus actividades simultáneamente en el campo operístico y el lied, si bien dedica sus preferencias al primero de ellos, precisamente por encontrarse en el país de la ópera, aunque sin abandonar en ningún momento el campo del concierto.

## Carrera musical
Realiza actuaciones en los principales teatros de Italia, Suiza, Inglaterra, Bélgica, Holanda, etc., interviniendo como primera figura en el raid operístico, que bajo la subvención del gobierno italiano, tiene lugar durante el año 1955 por tierras africanas, recorriendo Egipto, Abisinia, Mozambique, Transvaal y Sudáfrica. Entre los teatros en los que actuó se encuentran La Fenice de Venecia, Regio de Parma, Nuovo de Milán, Sociale de Como, La Monnaie de Bruselas, Stoll de Londres y un largo etc. Así mismo cuenta con actuaciones en Radio y Televisión tanto en las emisoras españolas como en las extranjeras, entre las que destacan las de Ginebra, Turín, Milán, París, Londres, etc.
Entre sus compañeros de actuación se encuentran primeras figuras de la ópera y el Lied, tales como Ettore Bastianini, Giulietta Simionato, Renata Scotto, Alfredo Kraus, Giuseppe Di Stefano, Tito Gobbi, Giangiacomo_Guelfi, Gianni Poggi, Marina de Gabarain, Ugo Savarese, etc.

## Profesora
En febrero de 1959 llevó a cabo su última actuación en el teatro Sociale de Como, ya que al contraer matrimonio con D. Enrique Naya Nieto ese mismo año, se aparta del campo de sus éxitos sin abandonar el estudio, y haciéndose cargo de la academia de su antigua profesora doña Angeles Ottein, donde desarrolla una labor verdaderamente eficiente, cuyos frutos ya son de sobra conocidos en algunas discípulas, entre las que destacan Josefina Cubeiro y Conchita Cabezón.
En 1962 fue contratada en Puerto Rico, por la Universidad de San Juan y otras agrupaciones musicales de la isla con las que realiza programas totalmente dedicados al concierto.
Su amplio repertorio abarcó tanto, ópera como zarzuela, y lied en distintos idiomas: español, inglés, francés, italiano, alemán y ruso. En 1963 regresa a Madrid donde continua con su Academia de Canto, para retirarse definitivamente años más tarde.

## Fallecimiento
Falleció en Madrid el día 4 de octubre de 2004, a los 75 años.